# Parc de Terramar
El Parc de Terramar és un jardí de Sitges (Garraf) inclòs a l'Inventari del Patrimoni Arquitectònic de Catalunya.

## Descripció
El parc de Terramar forma part del conjunt de la ciutat-jardí del mateix nom. Situat entre el Club de Golf de Terramar i residències unifamiliars aïllades, ocupa un espai de planta irregular amb un eix longitudinal que partia d'un edifici desaparegut, originàriament destinat a hotel i restaurant, l'antic Hotel Terramar.

## Història
El sector de Terramar de Sitges fou el resultat de la iniciativa del financer Francesc Armengol i Duran, que el 1919 projectà d'urbanitzar la zona i fer-ne una ciutat-jardí d'alt nivell, amb tota mena de serveis. Així, a més de la dotació d'infraestructures necessàries (traçat dels carrers, portada d'aigües....) s'hi preveia la construcció entre d'altres, d'un gran casino, d'un camp d'esports, d'un ateneu amb biblioteca i sala d'actes i de diversos hotels. Com a part d'aquest projecte, l'any 1919 es va construir l'edifici del Parc Hotel Terramar i al seu darrere el Parc Jardí Terramar. Josep Maria Martino s'encarregà de la part arquitectònica del projecte amb la col·laboració de Josep Artigas (decoració), Salvador Robert (jardineria) i Miquel Utrillo (disseny dels jardins).